# Daviscupový tým Dánska
Daviscupový tým Dánska reprezentuje Dánsko v tenisovém Davis Cupu od roku 1921 pod vedením národního tenisového svazu Dansk Tennis Forbund.
Premiérový start v roce 1921 přišel po odřeknutí Argentinců. V daném ročníku postoupili do clevelandského semifinále na trávě, v němž podlehli Austrálii 0:5 na zápasy. Do finále Evropské zóny se probojovali v letech 1927, 1950 a 1953. Během šestnáctičlenné Světové skupiny, hrané mezi roky 1981–2018, hráli v této nejvyšší úrovni v letech 1983, 1984, 1986, 1988, 1989 a 1993–1996. Jediného vítězství v ní dosáhli v roce 1988, když postoupili do čtvrtfinále přes Španělsko.
V Davis Cupu 2013 se celek účastnil I. skupiny euroafrické zóny a po prohrách s Rumunskem a Švédskem sestoupil do II. skupiny pro rok 2014. V Davis Cupu 2019 tým nestačil ve II. skupině euroafrické zóny na Turecko 2:3 na zápasy.

## Složení týmu 2019
- Frederik Nielsen
- Johannes Ingildsen
- Holger Vitus Nødskov Rune
- Christian Sigsgaard

## Galerie

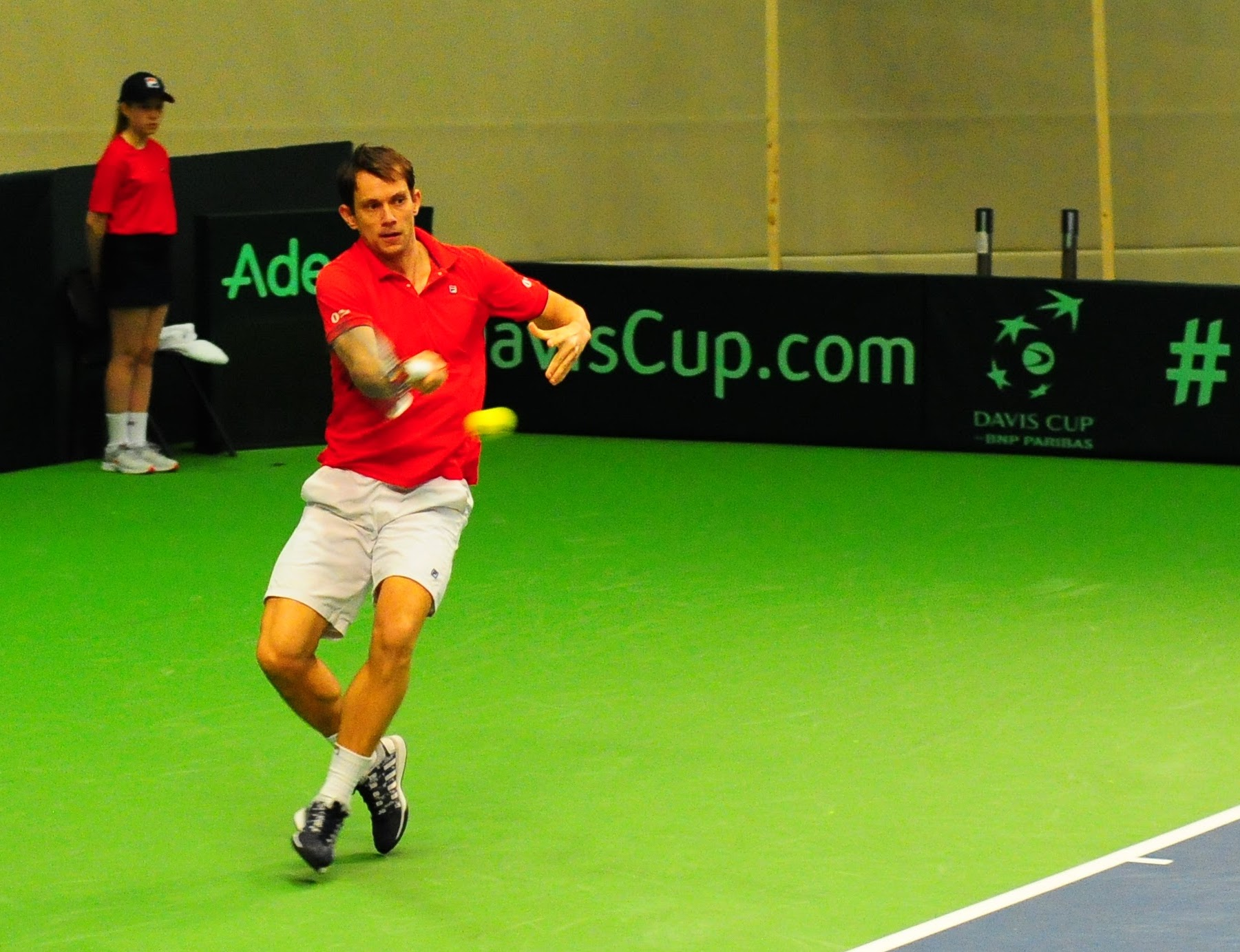
Frederik Nielsen v utkání Dánska s Norskem, 2017